# Challex
Challex (prononcé /ʃalɛx/) est une commune française, située dans le département de l'Ain en région Auvergne-Rhône-Alpes.
Ses habitants s'appellent les Challaisiens et les Challaisiennes.

## Géographie
Ce village est essentiellement agricole et Challex est connue pour son vignoble de chasselas.
Les hameaux de la commune sont les Baraques, Marongy et Mucelle.

### Climat
Pour des articles plus généraux, voir Climat d'Auvergne-Rhône-Alpes et Climat de l'Ain.
En 2010, le climat de la commune est de type climat des marges montargnardes, selon une étude du CNRS s'appuyant sur une série de données couvrant la période 1971-2000. En 2020, Météo-France publie une typologie des climats de la France métropolitaine dans laquelle la commune est exposée à un climat de montagne ou de marges de montagne et est dans la région climatique Jura, caractérisée par une forte pluviométrie en toutes saisons (1 000 à 1 500 mm/an), des hivers rigoureux et un ensoleillement médiocre.
Pour la période 1971-2000, la température annuelle moyenne est de 10,1 °C, avec une amplitude thermique annuelle de 18,2 °C. Le cumul annuel moyen de précipitations est de 1 221 mm, avec 11,9 jours de précipitations en janvier et 8,7 jours en juillet. Pour la période 1991-2020, la température moyenne annuelle observée sur la station météorologique de Météo-France la plus proche, sur la commune d'Archamps à 13 km à vol d'oiseau, est de 10,6 °C et le cumul annuel moyen de précipitations est de 1 169,6 mm,. Pour l'avenir, les paramètres climatiques de la commune estimés pour 2050 selon différents scénarios d'émission de gaz à effet de serre sont consultables sur un site dédié publié par Météo-France en novembre 2022.

## Urbanisme

### Typologie
Au 1er janvier 2024, Challex est catégorisée petite ville, selon la nouvelle grille communale de densité à 7 niveaux définie par l'Insee en 2022.
Elle est située hors unité urbaine. Par ailleurs la commune fait partie de l'aire d'attraction de Genève - Annemasse (partie française), dont elle est une commune de la couronne,. Cette aire, qui regroupe 158 communes, est catégorisée dans les aires de 700 000 habitants ou plus (hors Paris),.

### Occupation des sols
L'occupation des sols de la commune, telle qu'elle ressort de la base de données européenne d’occupation biophysique des sols Corine Land Cover (CLC), est marquée par l'importance des territoires agricoles (62 % en 2018), en diminution par rapport à 1990 (63,4 %). La répartition détaillée en 2018 est la suivante : terres arables (50,7 %), forêts (27,6 %), zones urbanisées (7,3 %), cultures permanentes (5,9 %), zones agricoles hétérogènes (4,1 %), eaux continentales (3,1 %), prairies (1,4 %).
L'évolution de l’occupation des sols de la commune et de ses infrastructures peut être observée sur les différentes représentations cartographiques du territoire : la carte de Cassini (XVIIIe siècle), la carte d'état-major (1820-1866) et les cartes ou photos aériennes de l'IGN pour la période actuelle (1950 à aujourd'hui).

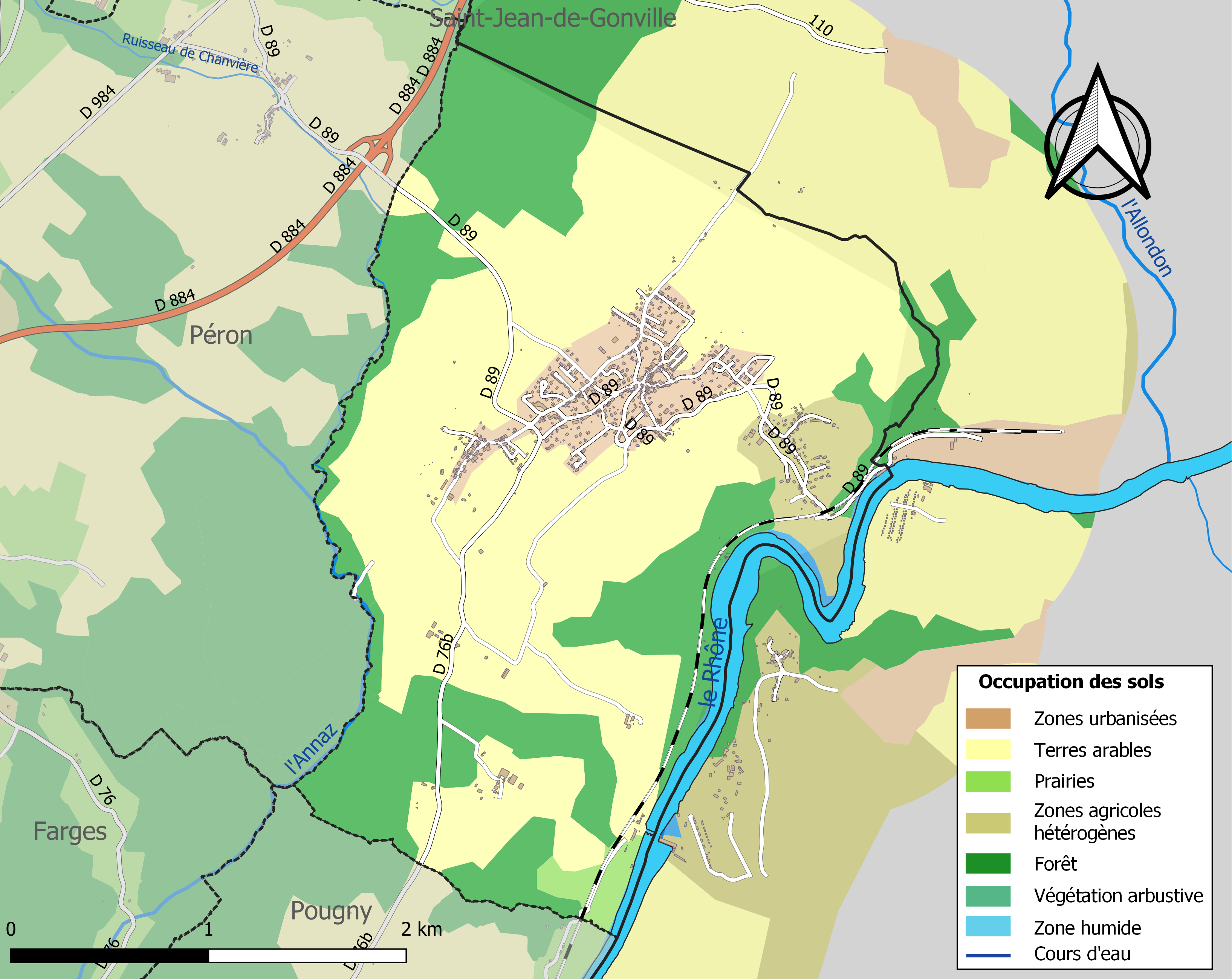
Carte des infrastructures et de l'occupation des sols de la commune en 2018 (CLC).

## Toponyme
Dans les documents médiévaux, Challex est mentionnée sous les formes suivantes villa Calaoige, Chaloia, Chalosium, Chalois, Chalaoex et de Chaloys (1298), Chaloes (1308), Chalois (1332), Chalaoex, Chaloex (vers 1344), Chalay (1397), Challex (1437), Chalex (1734), Challaix (1738) ou encore Chalais (XVIIIe siècle).
Tout comme le toponyme de Chaley que l'on trouve dans le département, le nom de Challex provient très probablement d'un « nom de domaine d'origine gallo-romaine *Cal[l]iacum, dérivés avec le suffixe -acum du gentilice Calius ».

## Histoire
Paroisse sous le vocable de saint Maurice. L'évêque de Genève était collateur de la cure. Le 20 février 912, une comtesse nommée Eldegarde, veuve d'un comte Ayrbert, pour le salut du roi Rodolphe, celui de son mari et de ses parents, donna au monastère de Saint-Pierre de Satigny des fonds sis à Challex.
Le 17 novembre 1250, les religieux reçurent confirmation du pape Innocent IV des biens qu'ils possédaient dans cette paroisse. Il est très probable que c'est à eux que l'on doit la fondation du prieuré de Challex. Les moines de Nantua possédaient aussi des droits sur certains habitants de Challex que le prieur Guy de Coligny céda, en 1299, à Amédée II, comte de Genève.
Les revenus de la cure s'élevaient annuellement à la somme de 125 livres. Les deux tiers de la dîme appartenaient au prieuré de Nantua, l'autre tiers au prieur du lieu.
Il y avait à Challex, avant la Révolution, une maison pour la propagation de la foi. M. Depery, chanoine de Belley et depuis évêque de Gap, eut l'idée de faire revivre cette œuvre. Son projet fut approuvé par un bref de Grégoire XVI en date du 5 décembre 1835. Mgr Alexandre Devie, évêque de Belley, transporta cette institution à la Visitation de Gex, en 1844.
La seigneurie et la maison forte de Challex furent possédées, de la fin du XVIe à celle du XVIIe siècle, par la famille de Verdun.
Challex, Calliacum, veut dire lieu d'enceinte, lieu palissadé, le sens du nom moderne serait chalet.
Challex est située sur un mont assez élevé, d'où l'on jouit d'un fort beau point de vue qui s'étend sur la vallée du Rhône. Il y a des maisons assez bien bâties et assez agglomérées pour lui donner la forme d'un bourg.
L'église, dédiée à saint Maurice, a une nef voûtée, ainsi que le chœur ; deux chapelles latérales lui donnent la forme d'une croix latine, on y voit un joli maître-autel et de beaux tableaux.
Il y existe un château qui appartenait à la famille de Verdun, famille ancienne, originaire de la Savoie.
Sur la commune on trouvait la maison forte de Challex ; les nobles de Challex sont cités depuis 1236, ainsi qu'un prieuré.
On voit, sur les bords du Rhône, les ruines d'un autre château qui appartenait aux seigneurs de la Corbière, et qui en portait le nom. Ce château a soutenu plusieurs sièges avant d'être ruiné. En 1321, il tombe au pouvoir du comte de Savoie, après un siège de cinq semaines. En 1536, quand les Bernois eurent envahi le pays de Gex et porté en tous lieux la dévastation, imposant par la force les doctrines de la réforme, le château de la Corbière fournit un abri aux victimes de la persécution, qui s'y défendirent sinon avec succès, du moins avec courage ; car elles périrent presque toutes, ensevelies sous ses ruines. Le village lui-même, fut en grande partie anéanti.
Les protestants y avaient établi leur religion, lors de l'invasion des Bernois, mais la religion catholique y fut rétablie en 1613 et le temple qui y avait été élevé fut fermé en 1663, puis démoli par ordre de Louis XIV en 1685.
Il y a des écoles pour les deux sexes, une pour les garçons de 52 élèves, une pour les filles, dirigée par les sœurs de Saint-Joseph, qui y ont joint un pensionnat de 80 élèves.
L'industrie consiste dans la fabrication des fromages, on engraisse des bestiaux. Il y a une tuilerie.
Le sol est de bonne qualité dans la partie supérieure, mais peu fertile au midi, on y récolte des céréales, des fruits, du fourrage.
Le Rhône limite la commune à l'est, et la sépare du canton de Genève. La Groise, ruisseau venant de Peron, arrose une partie de la commune, fait aller un moulin et se jette dans le Rhône. Les prairies sont arrosées par de petits ruisseaux sans importance.
Il y a deux hameaux, Mucelle, au centre ouest et Marongy au sud. Challex a donné le jour à M. Depery, évêque de Gap, connu par ses écrits sur les antiquités religieuses et l'histoire du département. Cette commune a une boîte aux lettres : bureau de Collonges.
L'orthographe définitive a été fixée en 1793. Le village porta divers noms au cours des siècles : Chaloiy, Chalosium, Challoes, Chalais, Chalex.

## Politique et administration

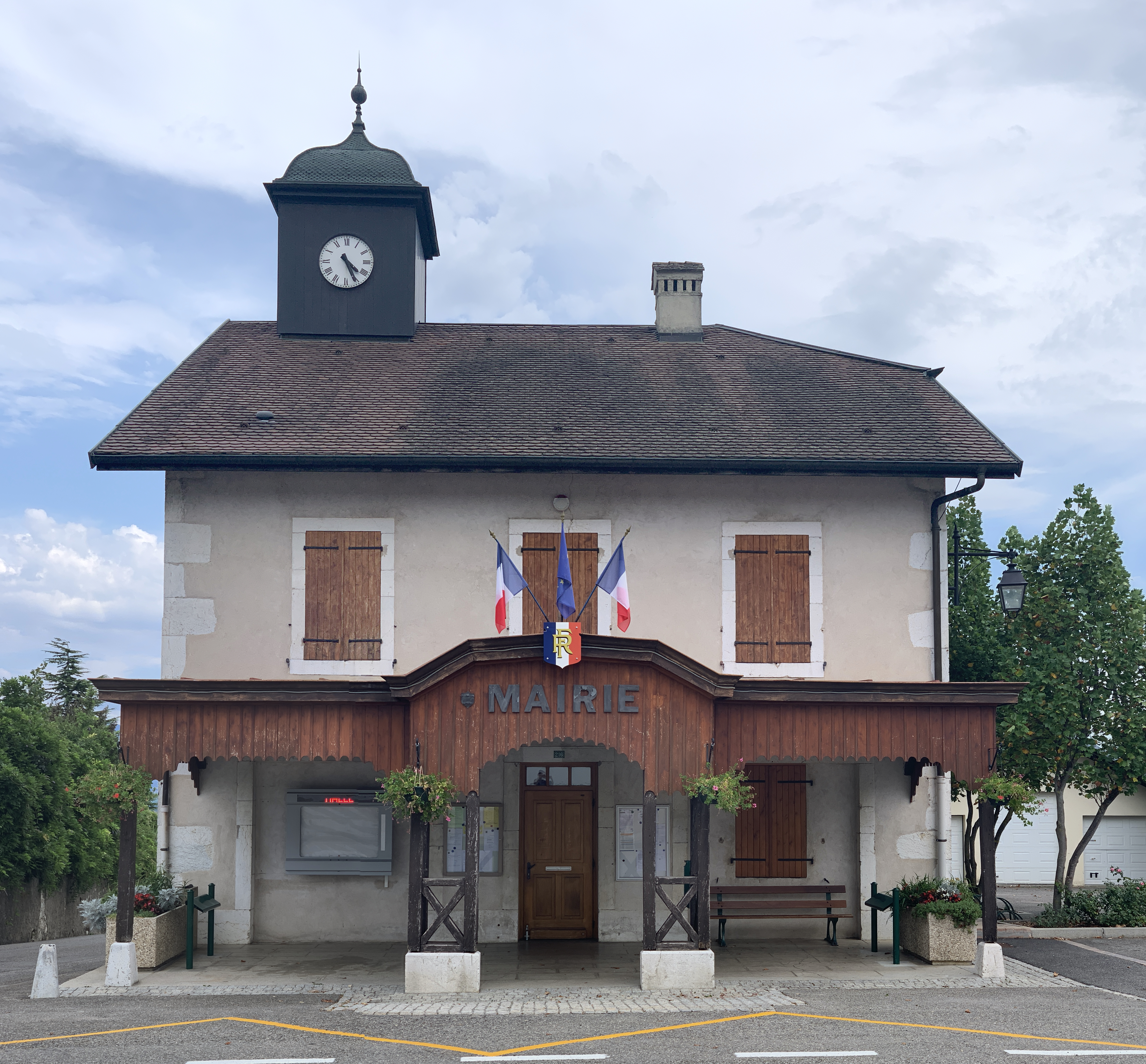
Mairie.

### Découpage territorial
La commune de Challex est membre de l'intercommunalité Pays de Gex Agglo, un établissement public de coopération intercommunale (EPCI) à fiscalité propre créé le 31 mai 1995 dont le siège est à Gex. Ce dernier est par ailleurs membre d'autres groupements intercommunaux.
Sur le plan administratif, elle est rattachée à l'arrondissement de Gex, au département de l'Ain et à la région Auvergne-Rhône-Alpes. Sur le plan électoral, elle dépend du  canton de Thoiry pour l'élection des conseillers départementaux, depuis le redécoupage cantonal de 2014 entré en vigueur en 2015, et de la troisième circonscription de l'Ain  pour les élections législatives, depuis le dernier découpage électoral de 2010.

### Administration municipale
| Période    | Période      | Identité               | Étiquette | Qualité |
| ---------- | ------------ | ---------------------- | --------- | --- |
| avant 1835 | février 1858 | François Depéry        |           | Cultivateur, conseiller d'arrondissement ; mort le 19/02/1858 en cours de mandat ; frère de l'évêque Jean-Irénée Depéry. |
| ...        | ...          |                        |           | |
| mars 1977  | janvier 1985 | Henri Nabaffa          |           | Mort accidentellement le 26/01/1985.                                                                                     |
| ...        | ...          |                        |           | |
| mars 1989  | juin 1995    | Jean Paul Ferrolliet   |           | |
| juin 1995  | 1998         | Jean Claude Dallemagne |           | Viticulteur. |
| 1998       | mars 2001    | Jacques Buff           |           | |
| mars 2001  | mars 2008    | André Haberli          |           | |
| mars 2008  | mars 2014    | Pierre Dumarest        |           | |
| mars 2014  | 2017         | Claude Chappuis        | SE        | |
| 2017       | juin 2020    | Patricia Alther        |           | |
| juin 2020  | avril 2023   | Claude Chappuis        |           | |
| avril 2023 | En cours     | Aline Hofer            |           | |

## Démographie
L'évolution du nombre d'habitants est connue à travers les recensements de la population effectués dans la commune depuis 1793. Pour les communes de moins de 10 000 habitants, une enquête de recensement portant sur toute la population est réalisée tous les cinq ans, les populations de référence des années intermédiaires étant quant à elles estimées par interpolation ou extrapolation. Pour la commune, le premier recensement exhaustif entrant dans le cadre du nouveau dispositif a été réalisé en 2005.
En 2022, la commune comptait 1 628 habitants, en évolution de +12,28 % par rapport à 2016 (Ain : +5,15 %, France hors Mayotte : +2,11 %).
| 1793 | 1800 | 1806 | 1821 | 1831 | 1836 | 1841 | 1846 | 1851 |
| ---- | ---- | ---- | ---- | ---- | ---- | ---- | ---- | ---- |
| 614  | 674  | 587  | 468  | 535  | 619  | 640  | 626  | 630  |

| 1856 | 1861 | 1866 | 1872 | 1876 | 1881 | 1886 | 1891 | 1896 |
| ---- | ---- | ---- | ---- | ---- | ---- | ---- | ---- | ---- |
| 638  | 603  | 702  | 614  | 656  | 682  | 701  | 607  | 598  |

| 1901 | 1906 | 1911 | 1921 | 1926 | 1931 | 1936 | 1946 | 1954 |
| ---- | ---- | ---- | ---- | ---- | ---- | ---- | ---- | ---- |
| 636  | 568  | 534  | 614  | 655  | 658  | 570  | 491  | 473  |

| 1962 | 1968 | 1975 | 1982 | 1990 | 1999  | 2005  | 2006  | 2010  |
| ---- | ---- | ---- | ---- | ---- | ----- | ----- | ----- | ----- |
| 479  | 545  | 712  | 817  | 967  | 1 057 | 1 051 | 1 059 | 1 225 |

| 2015  | 2020  | 2022  | - | - | - | - | - | - |
| ----- | ----- | ----- | - | - | - | - | - | - |
| 1 370 | 1 597 | 1 628 | - | - | - | - | - | - |

## Vie associative
De nombreuses associations animent le village, entre autres, la lyre challésienne, la maisons des sociétés (MDS).

## Patrimoine et culture locale

### Lieux et monuments

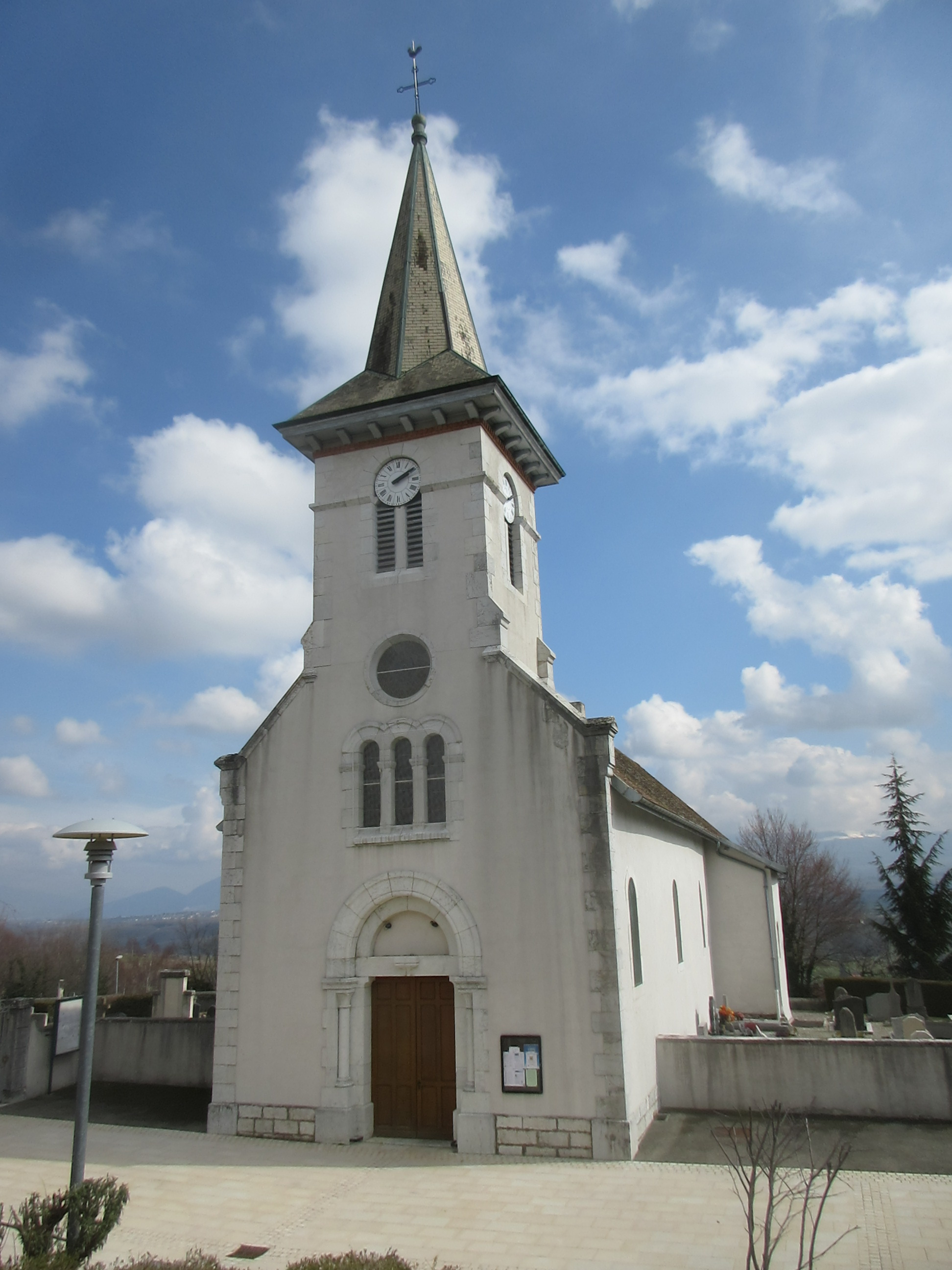
L'église de Challex.

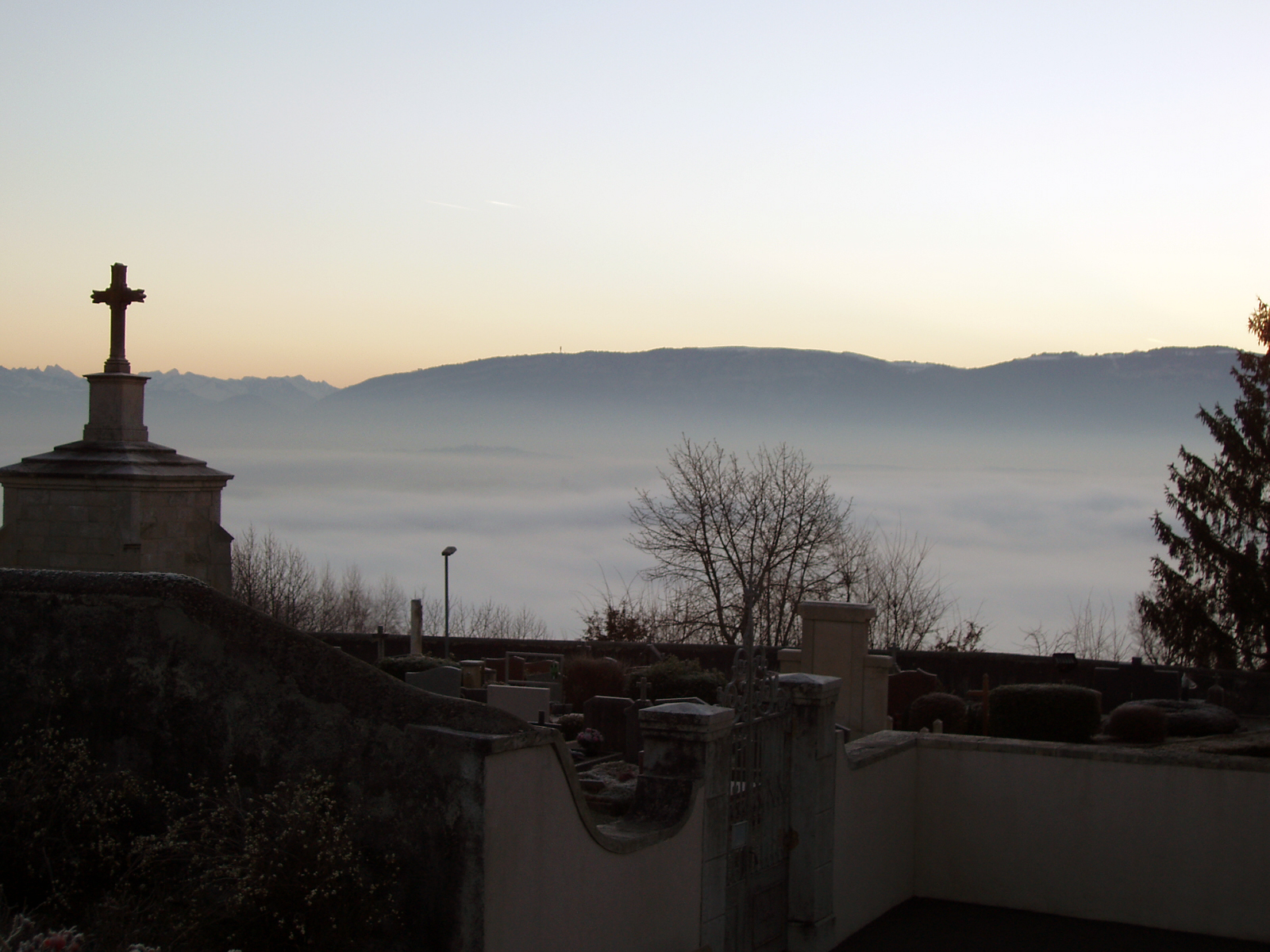
Le cimetière.

- Motte féodale du premier château de La Corbière, siège d'une châtellenie comtale, relevant directement des comtes de Genève.

Les nobles de Chalex, vassaux des comtes de Genève, sont cités depuis 1236. En 1291, le château est assiégé par le comte de savoie, mais n'est pris qu'en 1293. Il est rasé en 1320 pendant la guerre entre Savoie et Genevois après un siège de cinq semaines.
- Tour de maison forte.
- Église Saint-Maurice de Challex.

### Personnalités liées à la commune
- Jean-Antoine Lépine (1720-1814), horloger du Roi, né à Challex.
- Jean-Irénée Depéry (1796-1861), évêque de Gap, né à Challex.

### Héraldique
| Blason de Challex | Blason  | Taillé : au premier d'or au corbeau passant de sable, au second de sinople au pampre feuillé et fruité aussi d'or ; à senestre en chef une croisette tréflée brochant de sinople sur le premier et d'argent sur le second. |
| Blason de Challex | Détails | |